# Cavité minière de la Pause
Cavité minière de la Pause este o arie protejată (sit de importanță comunitară — SCI) din Franța întinsă pe o suprafață de 262 ha, integral pe uscat.

## Localizare
Centrul sitului Cavité minière de la Pause este situat la coordonatele 45°45′35″N 3°37′38″E / 45.75972°N 3.62722°E.

## Înființare
Situl Cavité minière de la Pause a fost declarat arie specială de conservare în baza directivei 92/43 din 1992 referitoare la conservarea habitatelor naturale și a faunei și florei sălbatice pentru a proteja 11 specii de animale.

## Biodiversitate
Situată în ecoregiunea continentală, aria protejată conține 4 habitate naturale: Liziere de ierburi înalte hidrofile de câmpie și de nivel montan până la alpin, Păduri de fag acidofile atlantice, cu subarboret de Ilex și, uneori, de asemenea, Taxus, la nivelul arbuștilor (Quercion robori-petraeae sau Ilici-Fagenion), Păduri aluvionare cu Alnus glutinosa și Fraxinus excelsior (Alno-Padion, Alnion incanae, Salicion albae), Fânețe de joasă altitudine (Alopecurus pratensis, Sanguisorba officinalis).
La baza desemnării sitului se află mai multe specii protejate:
- mamifere (8): liliac cârn (Barbastella barbastellus), vidră de râu (Lutra lutra), liliac cu urechi mari (Myotis bechsteinii), liliac cu urechi de șoarece (Myotis blythii), liliac cărămiziu (Myotis emarginatus), liliac comun (Myotis myotis), liliacul mare cu potcoavă (Rhinolophus ferrumequinum), liliacul mic cu potcoavă (Rhinolophus hipposideros)
- pești (3): zglăvoacă (Cottus gobio), cicar (Lampetra planeri), Petromyzon marinus

Pe lângă speciile protejate, pe teritoriul sitului au mai fost identificate 10 specii de mamifere.